# إنغريد بيكر
إنغريد بيكر (بالألمانية: Ingrid Mickler-Becker) (و. 1942  م) هي سياسية، ومنافسة ألعاب القوى، وعداءة سريعة ألمانية، ولدت في غيسيكه، هي عضوةٌ الاتحاد الديمقراطي المسيحي، شاركت في الألعاب الأولمبية الصيفية 1968، والألعاب الأولمبية الصيفية 1972.

## جوائز
حصلت على جوائز منها:
- نيشان الاستحقاق لراينلند بالاتينات.

## روابط خارجية
- إنغريد بيكر على موقع مونزينجر (الألمانية)
- إنغريد بيكر على موقع ميوزك برينز (الإنجليزية)
- إنغريد بيكر على موقع ديسكوغز (الإنجليزية)
- إنغريد بيكر على موقع أوليمبيديا (الإنجليزية)